# Grabmal Familie Schmitt
Das Grabmal Familie Schmitt ist ein Denkmal in Darmstadt. Es erinnert an die Darmstädter Geschäftsfamilie Seifen-Schmitt.

## Geschichte und Beschreibung
Das Grabmal der Familie Schmitt ist ein typisches Beispiel für expressionistische Grabarchitektur auf Darmstadts Friedhöfen.
Die Grabanlage besteht aus einer Art Hof mit seitlichen Kolonnaden und einer fassadenähnlichen Rückwand. Für die Bauzeit typisch sind die quadratischen, nach oben breiter werdenden Säulen, der überstehende Giebel und das Zickzack-Ornament.
Im Zentrum der Anlage steht eine expressionistisch gestaltete Plastik eines nackten Jünglings, der an einer Säule lehnt. Seine linke Hand umfasst einen mit Eichenlaub umkränzten Wehrmachtshelm. Die Stele trägt die Inschrift: „KATJAKOWA / 10.10.41“.
Die 1942 zum Gedenken des in der Sowjetunion gefallenen Sohnes aufgestellte Skulptur aus der Hand von Fritz Schwarzbeck – eines der wenigen Kunstwerke aus der Zeit des Nationalsozialismus in Darmstadt – wurde 1994 umgestürzt und beschädigt.
Grabstelle: Waldfriedhof Darmstadt R 6a 31